# Copelatus externus
Copelatus externus är en skalbaggsart som beskrevs av Kirsch 1873. Copelatus externus ingår i släktet Copelatus och familjen dykare. Inga underarter finns listade i Catalogue of Life.